# Mathias Lobato
Mathias Lobato é um município brasileiro do estado de Minas Gerais. A cidade de Mathias Lobato está localizada no Vale do Rio Doce, leste do estado de Minas Gerais, às margens do rio Suaçuí Grande e entre Governador Valadares e Frei Inocêncio. A base da sua economia é o comércio e a pecuária leiteira. É cortada pela BR 116 uma das principais vias do Brasil.

## História
A região onde se localiza Mathias Lobato foi uma das últimas a serem colonizadas em Minas Gerais, embora tenha sido desbravada no século XVIII. O povoado nasceu de um núcleo de acampamento na construção da BR-116.
Pela lei estadual nº 1.039, de 12 de dezembro de 1953, o povoado foi elevado à categoria de distrito, com o nome de Vila Matias, pertencente ao município de Governador Valadares. O então distrito foi emancipado pela Lei nº 2.764, de 30 de dezembro de 1962, tornando-se município com o nome de Vila Matias.
Em 1990, foi realizado um plebiscito, oportunidade em que a população local optou pela mudança para Mathias Lobato. Pela Lei Estadual nº 10.326, de 20 de dezembro de 1990, passou a prevalecer a denominação atual, de "Mathias Lobato".

## Dados gerais, segundo o DER/MG
- Frota de veículos: 142 unidades
- Rede municipal: 101 km
- CEP: 35110-000
- DDD: 33
- Latitude: 18:34:30
- Longitude: 41:54:52
- Altitude: 170 metros

## Limites municipais
De acordo com a divisão administrativa do estado de Minas Gerais, fixada por lei estadual, o município de Mathias Lobato tem estabelecidos os seguintes limites municipais: 
- Com  o município de Marilac - começa na foz do córrego Correnteza no ribeirão do Bugre, desce por este ribeirão até sua foz no rio Suaçuí Grande.
- Com  o município de Frei Inocêncio - começa na  foz do ribeirão do Bugre no rio Suaçuí Grande, desce por este rio  até  a confluência do rio Itambacuri.
- Com  o  município de Governador Valadares - começa  na confluência dos rios Suaçuí Grande e Itambacuri, segue em  rumo  à foz  do córrego Chonin no córrego do Porto Alegre, sobe por  este córrego  até  sua mais alta cabeceira no divisor  da  vertente  da margem  direita do ribeirão do Bugre; daí, por espigão, alcança  a cabeceira  do córrego Correnteza, desce por este até  sua  foz  no ribeirão do Bugre.